# سيرجيو باربيرو
سيرجيو باربيرو (بالإيطالية: Sergio Barbero)‏ ولد بتاريخ 17 يناير 1969 في إيطاليا، هو دراج إيطالي سابق.

## روابط خارجية
- سيرجيو باربيرو على موقع الاتحاد الدولي للدراجات (الإنجليزية)
- سيرجيو باربيرو على موقع أرشيف الدراجات (الإنجليزية)
- سيرجيو باربيرو على موقع إحصائيات الدراجات الإحترافية (الإنجليزية)
- سيرجيو باربيرو على موقع نسبة الدراجات (الإنجليزية)
- سيرجيو باربيرو على موقع CycleBase (الإنجليزية)